# Indice NAM

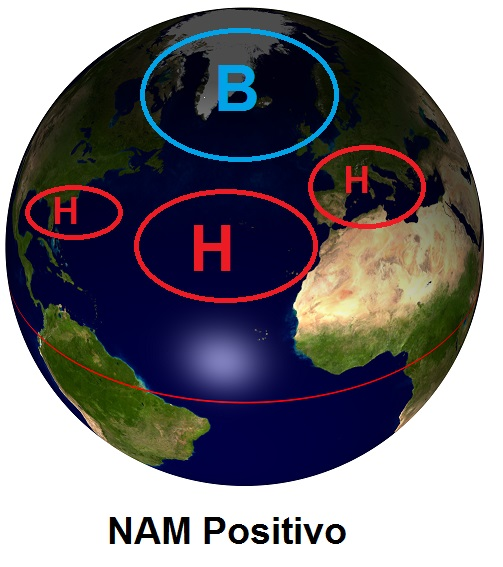
Fase positiva dell'Indice NAM

L'indice NAM  (inglese: North Annular Mode) è un indice descrittivo che fa parte delle teleconnessioni atmosferiche. È riferito a tutte le quote troposferiche e stratosferiche, quindi monitora i geopotenziali e conseguentemente anche le condizioni termiche di tutta la colonna d'aria, dal livello del mare all'alta stratosfera. 
È strettamente correlato all'indice AO (inglese: Artic Oscillation) che è però riferita solo al livello del mare; difatti al livello del mare (quota di 1000 hPa) NAM e AO coincidono. Lo studio dell'indice NAM è finalizzato a valutare la forza del vortice polare, molto importante per le influenze sul clima planetario, in particolare invernale.

L'indice NAM come l'indice AO presenta una "fase positiva" e una "fase negativa".

## Fase positiva
Gradiente positivo ovvero alti geopotenziali alle medie latitudini e bassi alle latitudini polari. Presenza di aria molto fredda in stratosfera. Questo fenomeno è spesso indicato come stratcooling. Il vortice polare stratosferico è quindi particolarmente profondo e attivo. 

## Fase negativa

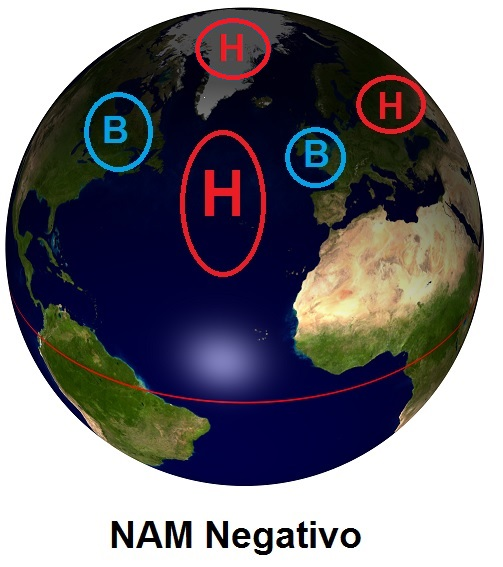
Fase negativa dell'Indice NAM

Gradiente negativo ovvero bassi geopotenziali alle medie latitudini e alti nelle regioni polari. Presenza di aria calda in stratosfera; spesso determinato da riscaldamento stratosferico, ovvero improvvisi surriscaldamenti dell'alta stratosfera anche di 70 °C. Il vortice polare stratosferico è quindi destabilizzato. 

## Superamento soglia
Qualora in Stratosfera, alla quota isobarica di 10 hPa si raggiunge un valore in scala di -3, si è in presenza di riscaldamento stratosferico e quindi anomalia positiva di geopotenziale a quella quota.
In questo caso ha una fortissima destabilizzazione del vortice polare troposferico, che può apportare fenomenologie perturbate gelide anche alle medie latitudini, per un periodo che può protrarsi fino a 60 giorni.
Al contrario qualora in stratosfera, alla quota isobarica di 10 hPa si raggiunga un valore di +1.5 siamo in presenza di forte raffreddamento stratosferico con anomalia negativa di geopotenziale a quella quota. Il vortice polare stratosferico appare particolarmente forte e compatto per un periodo che si può protrarre fino a 60 giorni.

### Coupling
Il superamento della soglia del NAM ha sicuramente ripercussioni sulla stabilità e sulla compattezza del vortice polare stratosferico.
Dalle osservazioni si determina poi il grado di coupling, ovvero l'accoppiamento tra il vortice polare stratosferico e quello troposferico. Nel caso di coupling forte si hanno ripercussioni sull'indice AO e quindi, nel caso di indice AO positivo:
- si ha un vortice polare particolarmente attivo che spinge le correnti occidentali in modo particolarmente forte; queste risultano tese, poco ondulate e ciò limita gli scambi di calore tra le alte e le basse latitudini. Il freddo viene concentrato alle alte latitudini e in particolare sull'Europa dominano le miti correnti atlantiche occidentali.

nel caso di indice AO negativo:
- Il vortice polare si scinde in due ("bilobazione" del vortice polare) o anche tre parti ("trilobazione" del vortice polare). Detto fenomeno è conosciuto col nome di splitting del vortice polare. Si nota una migrazione verso sud delle parti del vortice polare, conseguenza anche di una risalita a nord dell'anticiclone fin sulle isole Aleutine (in gergo meteorologico fenomeno detto Wave1) sull'oceano Pacifico e dell'anticiclone delle Azzorre (in gergo meteorologico Wave2) in oceano Atlantico.